# Lavatorio

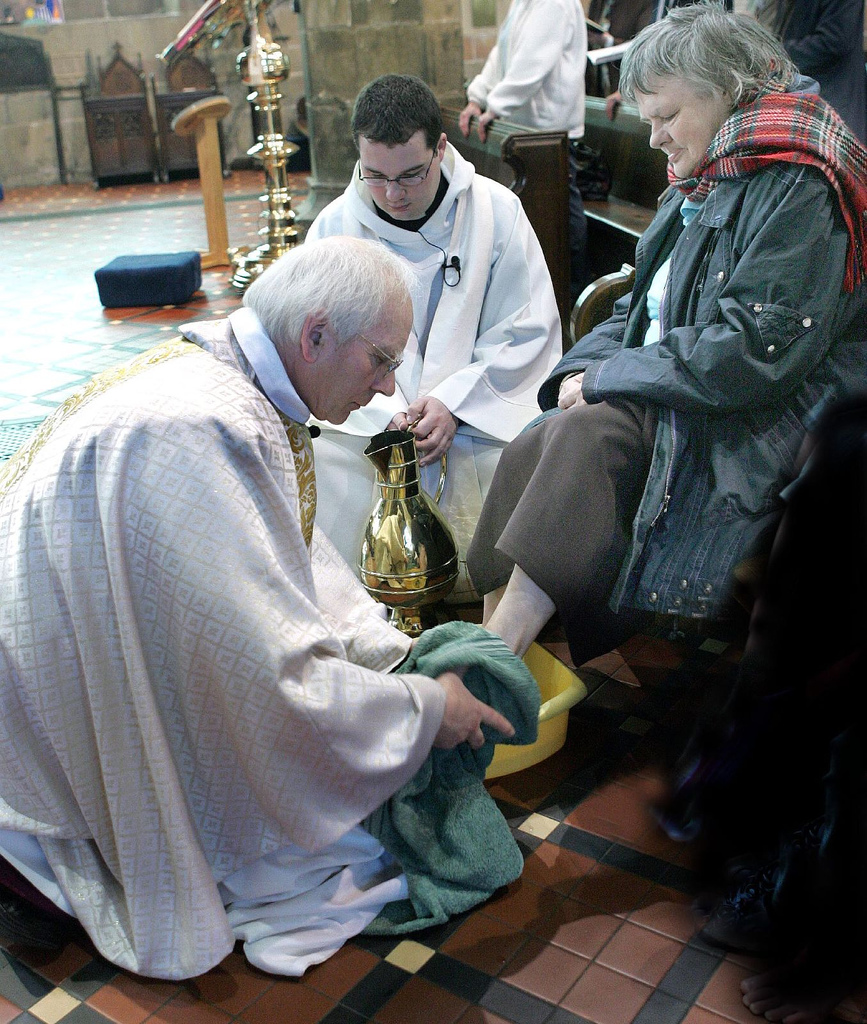
Obispo realizando un lavatorio de pies.

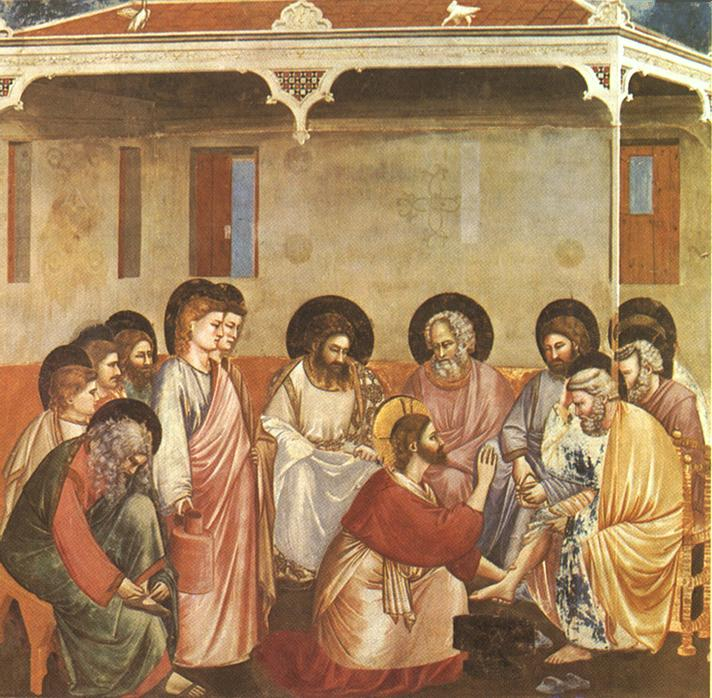
Jesús lavando los pies a Pedro, Giotto, Cappella degli Scrovegni, Padua.

Lavatorio o mandatum, término que designa al acto de lavar una parte externa del cuerpo, tiene un uso litúrgico propio en el cristianismo: la ceremonia de lavar los pies a doce pobres que se celebra el Jueves Santo de la lección de humildad que dio Jesucristo a los apóstoles lavándoles los pies, episodio reflejado en el Evangelio de san Juan (Juan 13:1-20). 
En la iglesia latina, los obispos y hasta algunos dirigentes suelen celebrar el lavatorio lavando los pies de doce pobres el día de Jueves Santo y sirviéndoles la mesa. Los reyes de España desde San Fernando han realizado anualmente una ceremonia de lavatorio de pies en la que el rey cenaba y lavaba los pies de 12 pobres en el Palacio Real. Esta ceremonia se llevó a cabo por última vez el Jueves Santo de 1931. Antiguamente los reyes de Inglaterra ejecutaban la misma ceremonia, pero posteriormente se sustituyó con una limosna que daban a otros tantos pobres como años tienen aquellos.

## Costumbres
El lavado de pies (en latín mandatum, 'orden, mandamiento') es un acto ritual que simboliza la hospitalidad en Oriente, proporcionando agua para la limpieza y bienestar de los viajeros después de un largo camino (por ejemplo, en el Antiguo Testamento: Gén. 18.4). El lavado de los pies se describe en el Nuevo Testamento como el acto de Jesús sobre sus discípulos. De las palabras de Jesús Mandatum novum do vobis (Jn 13,34 VUL, 'Os doy un nuevo mandamiento') el rito tiene su nombre litúrgico.
La costumbre de lavar los pies era muy frecuente entre los antiguos. Cuando los tres ángeles llegaron a casa de Abraham, este patriarca les hizo lavar los pies. También se lavaron los pies a Eliezer y a los que le acompañaban cuando entraron en la casa de Labán y a los hermanos de José, cuando llegaron a Egipto. 
En la iglesia primitiva, era costumbre lavar los pies a otros cristianos como acción de humildad y servicio por las viudas según 1 Tim. 5:10. 
"y que sea reconocida por sus buenas obras, tales como criar hijos, practicar la hospitalidad, lavar los pies de los creyentes, ayudar a los que sufren y aprovechar toda oportunidad para hacer el bien."
San Agustín lo relacionó ceremonialmente con el bautismo pascual y su asociación con el Jueves Santo fue establecida por el Concilio de Toledo en el 694.

## Iconografía
Es un tema muy representado en el arte cristiano (véase La Última Cena).

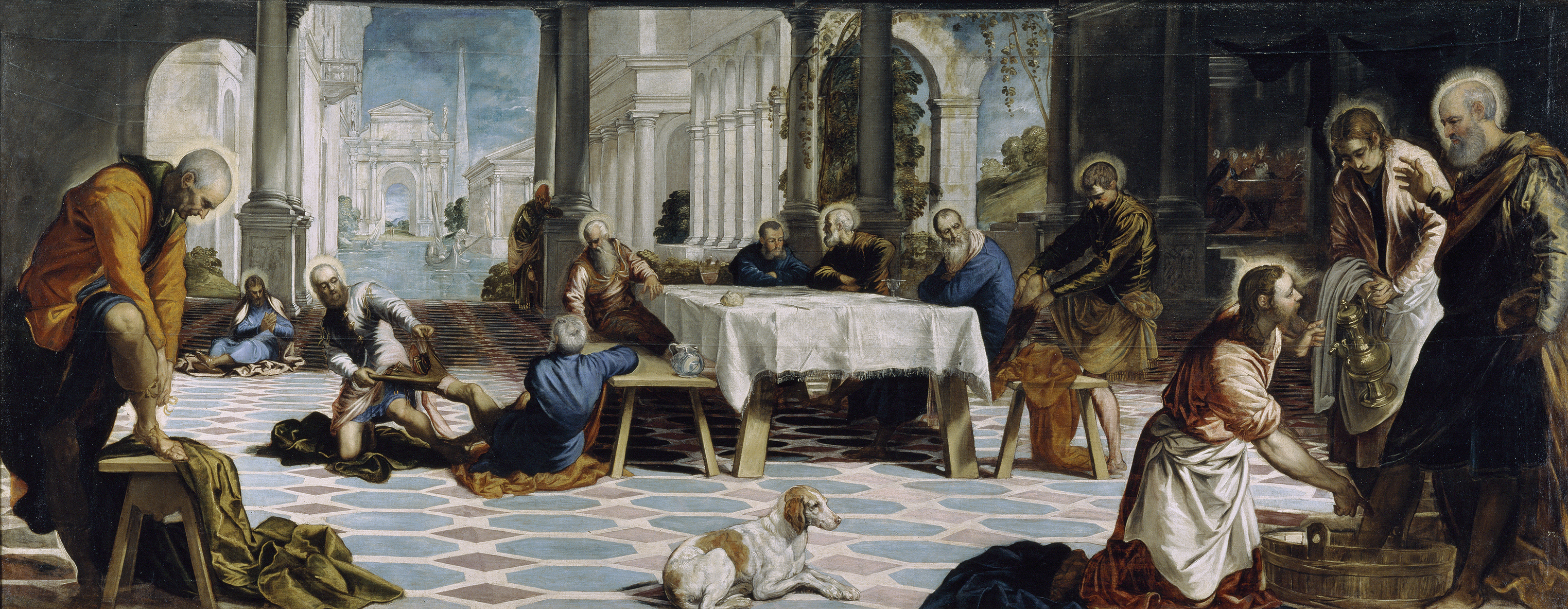
El Lavatorio, de Tintoretto, 1548-1549.